# Світовий Тур UCI 2011
Світовий тур UCI 2011 (англ. UCI World Tour 2012) — третій сезон в рамках нової рейтингової системи, яку ввів Міжнародний союз велосипедистів (UCI) 2009 року. Сезон розпочався 18 січня стартовим етапом Тур Даун Андер і складався з 14 багатоденних гонок і 13 одноденних, а завершився 15 жовтня перегонами Джиро ді Ломбардія.

## Змагання
Всі 26 етапів зі Світового рейтингу UCI 2010 перейшли і в цей сезон, хоча класифікація UCI ProTour під якою раніше були 16 з цих етапів, тепер припинила існування. Крім того, в сезон увійшла п'ятиденна гонка Тур Пекіна.
18 команд, які мають статус UCI ProTeam, були зобов'язані взяти участь у всіх етапах. Організатори кожного етапу могли додатково запрошувати команди континентального і національного рівня.
| Етап                   | Дати                   | Переможець                        | Другий                            | Третій                         | Решта очок (4-те місце і нижче)                                   | Очки за етап    |
| ---------------------- | ---------------------- | --------------------------------- | --------------------------------- | ------------------------------ | ----------------------------------------------------------------- | --------------- |
| Тур Даун Андер         | 18–23 січня            | Камерон Меєр (AUS) (100)          | Метью Госс (AUS) (80)             | Бен Свіфт (GBR) (70)           | 60, 50, 40, 30, 20, 10, 4                                         | 6, 4, 2, 1, 1   |
| Париж — Ніцца          | 6–13 березня           | Тоні Мартін (GER) (100)           | Андреас Кледен (GER) (80)         | Бредлі Віґґінз (GBR) (70)      | 60, 50, 40, 30, 20, 10, 4                                         | 6, 4, 2, 1, 1   |
| Тіррено — Адріатіко    | 9 березня–15           | Кадел Еванс (AUS) (100)           | Роберт Гесінк (NED) (80)          | Мікеле Скарпоні (ITA) (70)     | 60, 50, 40, 30, 20, 10, 4                                         | 6, 4, 2, 1, 1   |
| Мілан — Сан-Ремо       | 19 березня             | Метью Госс (AUS) (100)            | Фаб'ян Канчеллара (SUI) (80)      | Філіп Жильбер (BEL) (70)       | 60, 50, 40, 30, 20, 10, 4                                         | N/A             |
| Вольта Каталунії       | 21 березня–27          | Мікеле Скарпоні (ITA)† (100)      | Ден Мартін (IRL)† (80)            | Кріс Горнер (USA)† (70)        | 60, 50, 40, 30, 20, 10, 4                                         | 6, 4, 2, 1, 1   |
| Гент — Вевельгем       | 27 березня             | Том Бонен (BEL) (80)              | Даніеле Беннаті (ITA) (60)        | Тайлер Фаррар (USA) (50)       | 40, 30, 22, 14, 10, 6, 2                                          | N/A             |
| Тур Фландрії           | 3 квітня               | Нік Нуенс (BEL) (100)             | Сільвен Шаванель (FRA) (80)       | Фаб'ян Канчеллара (SUI) (70)   | 60, 50, 40, 30, 20, 10, 4                                         | N/A             |
| Тур Країни Басків      | 4–9 квітня             | Андреас Кледен (GER) (100)        | Кріс Горнер (USA) (80)            | Роберт Гесінк (NED) (70)       | 60, 50, 40, 30, 20, 10, 4                                         | 6, 4, 2, 1, 1   |
| Париж — Рубе           | 10 квітня              | Йохан Вансюммерен (BEL) (100)     | Фаб'ян Канчеллара (SUI) (80)      | Maarten Tjallingii (NED) (70)  | 60, 50, 40, 30, 20, 10, 4                                         | N/A             |
| Амстел Голд Рейс       | 17 квітня              | Філіп Жильбер (BEL) (80)          | Хоакім Родрігес (ESP) (60)        | Саймон Джерранс (AUS) (50)     | 40, 30, 22, 14, 10, 6, 2                                          | N/A             |
| Флеш Валонь            | 20 квітня              | Філіп Жильбер (BEL) (80)          | Хоакім Родрігес (ESP) (60)        | Самуель Санчес (ESP) (50)      | 40, 30, 22, 14, 10, 6, 2                                          | N/A             |
| Льєж — Бастонь — Льєж  | 24 квітня              | Філіп Жильбер (BEL) (100)         | Франк Шлек (LUX) (80)             | Анді Шлек (LUX) (70)           | 60, 50, 40, 30, 20, 10, 4                                         | N/A             |
| Тур Романдії           | 26 квітня – 1 травня   | Кадел Еванс (AUS) (100)           | Тоні Мартін (GER) (80)            | Олександр Винокуров (KAZ) (70) | 60, 50, 40, 30, 20, 10, 4                                         | 6, 4, 2, 1, 1   |
| Джиро д'Італія         | 7–29 травня            | Мікеле Скарпоні (ITA)† (170)      | Вінченцо Нібалі (ITA)† (130 pts)  | Джон Гадре (FRA)† (100)        | 90, 80, 70, 60, 52, 44, 38, 32, 26, 22, 18, 14, 10, 8, 6, 4, 2    | 16, 8, 4, 2, 1  |
| Крітеріум ду Дофіне    | 5–12 червня            | Бредлі Віґґінз (GBR) (100)        | Кадел Еванс (AUS) (80)            | Олександр Винокуров (KAZ) (70) | 60, 50, 40, 30, 20, 10, 4                                         | 6, 4, 2, 1, 1   |
| Тур Швейцарії          | 11–19 червня           | Леві Лейфеймер (USA) (100)        | Даміано Кунего (ITA) (80)         | Стівен Крейсвейк (NED) (70)    | 60, 50, 40, 30, 20, 10, 4                                         | 6, 4, 2, 1, 1   |
| Тур де Франс           | 2–24 липня             | Кадел Еванс (AUS) (200 pts)       | Анді Шлек (LUX) (150)             | Франк Шлек (LUX) (120 pts)     | 110, 100, 90, 80, 70, 60, 50, 40, 30, 24, 20, 16, 12, 10, 8, 6, 4 | 20, 10, 6, 4, 2 |
| Класика Сан-Себастьяна | 30 липня               | Філіп Жильбер (BEL) (80)          | Карлос Барредо (ESP) (60)         | Грег Ван Авермет (BEL) (50)    | 40, 30, 22, 14, 10, 6, 2                                          | N/A             |
| Тур Польщі             | 31 липня – 6 серпня    | Петер Саган (SVK) (100)           | Ден Мартін (IRL) (80)             | Марко Маркато (ITA) (70)       | 60, 50, 40, 30, 20, 10, 4                                         | 6, 4, 2, 1, 1   |
| Енеко Тур              | 8–14 серпня            | Едвальд Боассон Хаген (NOR) (100) | Філіп Жильбер (BEL) (80)          | Девід Міллар (GBR) (70)        | 60, 50, 40, 30, 20, 10, 4                                         | 6, 4, 2, 1, 1   |
| Вуельта Іспанії        | 20 серпня – 11 вересня | Хуан Хосе Кобо (ESP) (170)        | Кріс Фрум (GBR) (130 pts)         | Бредлі Віґґінз (GBR) (100)     | 90, 80, 70, 60, 52, 44, 38, 32, 26, 22, 18, 14, 10, 8, 6, 4, 2    | 16, 8, 4, 2, 1  |
| Ваттенфаль Класик      | 21 серпня              | Едвальд Боассон Хаген (NOR) (80)  | Геральд Міхаель Сьолек (GER) (60) | Борут Божич (SLO) (50)         | 40, 30, 22, 14, 10, 6, 2                                          | N/A             |
| Гран-прі Уес Франс     | 28 серпня              | Грега Боле (SLO) (80)             | Саймон Джерранс (AUS) (60)        | Томас Феклер (FRA) (50)        | 40, 30, 22, 14, 10, 6, 2                                          | N/A             |
| Гран-прі Квебека       | 9 вересня              | Філіп Жильбер (BEL) (80)          | Роберт Гесінк (NED) (60)          | Рігоберто Уран (COL) (50)      | 40, 30, 22, 14, 10, 6, 2                                          | N/A             |
| Гран-прі Монреаля      | 11 вересня             | Руй Кошта (POR) (80)              | Пьеррік Федріго (FRA) (60)        | Філіп Жильбер (BEL) (50)       | 40, 30, 22, 14, 10, 6, 2                                          | N/A             |
| Тур Пекіна             | 5–9 жовтня             | Тоні Мартін (GER) (100)           | Девід Міллар (GBR) (80)           | Кріс Фрум (GBR) (70)           | 60, 50, 40, 30, 20, 10, 4                                         | 6, 4, 2, 1, 1   |
| Джиро ді Ломбардія     | 15 жовтня              | Олівер Цаугг (SUI) (100)          | Ден Мартін (IRL) (80)             | Хоакім Родрігес (ESP) (70)     | 60, 50, 40, 30, 20, 10, 4                                         | N/A             |

†: Гонщики, які просунулися вперед завдяки відніманню очок Альберто Контадора.

## Рейтинги
На відміну від попередніх років, лише гонщики UCI ProTeam могли набирати очки в загальний світовий рейтинг. Однак, на початку сезону 2012 UCI включила усіх гонщиків у перероблену таблицю, хоча в командному команди не ProTour були все ще відсутні. Зрештою UCI прибрала з загального заліку 52 гонщиків, які не входили до складу ProTeam.
Альберто Контадор спочатку був посів третє місце в підсумковій таблиці, але в лютому 2012 року його очки прибрали і перерозподілили. Іспанія була лідером у загальному заліку перед цим перерозподілом.

### Особистий
Джерело:
Гонщики, які набрали одну й ту саму кількість очок, ділили місця за кількістю перемог, других місць, третіх місць тощо, на змаганнях і етапах Світового туру.
| Місце | Ім'я                        | Команда                     | Очки |
| ----- | --------------------------- | --------------------------- | ---- |
| 1     | Філіп Жильбер (BEL)         | Lotto Soudal                | 718  |
| 2     | Кадел Еванс (AUS)           | BMC Racing Team             | 584  |
| 3     | Хоакім Родрігес (ESP)       | Katusha–Alpecin             | 446  |
| 4     | Мікеле Скарпоні (ITA)       | UAE Team Emirates           | 419  |
| 5     | Тоні Мартін (GER)           | Team HTC-High Road          | 349  |
| 6     | Самуель Санчес (ESP)        | Euskaltel-Euskadi           | 317  |
| 7     | Вінченцо Нібалі (ITA)       | Cannondale Pro Cycling Team | 310  |
| 8     | Ден Мартін (IRL)            | Cannondale-Garmin           | 296  |
| 9     | Бредлі Віґґінз (GBR)        | Team Sky                    | 289  |
| 10    | Франк Шлек (LUX)            | Trek-Segafredo              | 284  |
| 11    | Едвальд Боассон Хаген (NOR) | Team Sky                    | 260  |
| 12    | Фаб'ян Канчеллара (SUI)     | Trek-Segafredo              | 252  |
| 13    | Анді Шлек (LUX)             | Trek-Segafredo              | 252  |
| 14    | Іван Бассо (ITA)            | Cannondale Pro Cycling Team | 250  |
| 15    | Кріс Фрум (GBR)             | Team Sky                    | 230  |
| 16    | Олександр Винокуров (KAZ)   | Astana Pro Team             | 230  |
| 17    | Роберт Гесінк (NED)         | LottoNL-Jumbo               | 222  |
| 18    | Метью Госс (AUS)            | Team HTC-High Road          | 217  |
| 19    | Даміано Кунего (ITA)        | UAE Team Emirates           | 213  |
| 20    | Андреас Кледен (GER)        | Team RadioShack             | 207  |

- 230 гонщиків UCI ProTour набрали очки.

### Командний
Джерело:
Командні очки нараховувалися додаванням особистих очок найкращих п'яти гонщиків у кожній команді.
| Місце | Команда                                         | Очки | Найкращі 5 гонщиків                                                              |
| ----- | ----------------------------------------------- | ---- | -------------------------------------------------------------------------------- |
| 1     | Lotto Soudal                                    | 1101 | Жильбер (718), Грайпель (132), Ван ден Брук (125), Руландтс (66), Ванендерт (60) |
| 2     | Team Sky                                        | 1069 | Віґґінз (289), Боассон Хаген (260), Фрум (230), Уран (179), Джерранс (111)       |
| 3     | Trek-Segafredo                                  | 1024 | Ф Шлек (284), А Шлек (252), Канчеллара (252), Фульсанг (136) Цаугг (100)         |
| 4     | Team HTC-High Road                              | 892  | Т Мартін (349), Госс (217), Кавендіш (152), Пінотті (110), Сівцов (64)           |
| 5     | BMC Racing Team                                 | 887  | Еванс (584), Баллан (100), Ван Авермет (90), Фінні (71), Франк (42)              |
| 6     | UAE Team Emirates                               | 856  | Скарпоні (419), Кунего (213), Боле (91), Петаккі (81), Нємєц (52)                |
| 7     | Cannondale Pro Cycling Team                     | 837  | Нібалі (310), Бассо (250), П. Саган (198), Понці (54), Капеккі (25)              |
| 8     | Cannondale-Garmin                               | 818  | Д Мартін (296), Міллар (185), Хусховд (123), Фаррар (108), Меєр (106)            |
| 9     | LottoNL-Jumbo                                   | 687  | Гесінк (222), Моллема (190), Крейсвейк (128), Меттьюс (74), тен Дам (73)         |
| 10    | Team RadioShack                                 | 649  | Кледен (207), Лейфеймер (158), Горнер (153), Брайкович (71), Раст (60)           |
| 11    | Katusha–Alpecin                                 | 632  | Родрігес (446), Морено (80), Поццато (50), Колобнєв (30), Брутт (26)             |
| 12    | Euskaltel-Euskadi                               | 489  | Санчес (317), Нієве (92), Антон (72), Кастровьєхо (6), Перес (2)                 |
| 13    | Movistar Team                                   | 484  | Інчаусті (118), Кошта (101), Тондо (100), Рохас (95), Вентосо (70)               |
| 14    | Astana Pro Team                                 | 434  | Винокуров (230), Кройцігер (145), Тіралонго (23), Грівко (20), Кларк (16)        |
| 15    | AG2R La Mondiale                                | 398  | Перо (161), Гадре (126), Ночентіні (46), Дюпон (34), Мондорі (31)                |
| 16    | Quick-Step Floors                               | 383  | Бонен (140), Шаванель (90), Сьолек (67), Девенінс (50), Катальдо (36)            |
| 17    | Vacansoleil-DCM                                 | 369  | Маркато (102), Пулс (94), Лейкеман (76), Božič (57), ван Леєн (40)               |
| 18    | Помилка: відсутній шаблон Назва велокоманди SBS | 228  | Нуенс (101), К А Серенсен (80), Х. Х. Хаедо (34), Порт (10), Кук (3)             |

### Національний
Джерело:
Національні очки нараховувалися додаванням особистих очок найкращих п'яти гонщиків, які виступали за ту чи іншу країну. Цей рейтинг також використовувався, щоб визначити кількість гонщиків від тієї чи іншої країни в груповій гонці Чемпіонату світу 2011, а також Олімпійських іграх 2012.
| Місце | Країна          | Очки | Найкращі 5 гонщиків                                                            |
| ----- | --------------- | ---- | ------------------------------------------------------------------------------ |
| 1     | Італія          | 1302 | Скарпоні (419), Нібалі (310), Бассо (250), Кунего (213), Пінотті (110)         |
| 2     | Бельгія         | 1184 | Жильбер (718), Бонен (140), Ван ден Брук (125), Нуенс (101), Вансюммерен (100) |
| 3     | Австралія       | 1092 | Еванс (584), Госс (217), Джерранс (111), Меєр (106), Меттьюс (74)              |
| 4     | Іспанія         | 1076 | Родрігес (446), Санчес (317), Інчаусті (118), Тондо (100), Рохас (95)          |
| 5     | Велика Британія | 947  | Віґґінз (289), Фрум (230), Міллар (185), Кавендіш (152), Свіфт (91)            |
| 6     | Німеччина       | 798  | Т Мартін (349), Кледен (207), Грайпель (132), Сьолек (67), Вегманн (43)        |
| 7     | Нідерланди      | 707  | Гесінк (222), Моллема (190), Крейсвейк (128), Пулс (94), тен Дам (73)          |
| 8     | США             | 571  | Лейфеймер (158), Горнер (153), Фаррар (108), Деніелсон (81), Фінні (71)        |
| 9     | Люксембург      | 536  | Ф Шлек (284), А Шлек (252)                                                     |
| 10    | Швейцарія       | 470  | Канчеллара (252), Цаугг (100), Раст (60), Франк (42), Альбазіні (16)           |
| 11    | Франція         | 442  | Перо (161), Гадре (126), Шаванель (90), Дюпон (34), Мондорі (31)               |
| 12    | Норвегія        | 390  | Боассон Хаген (260), Хусховд (123), Крістофф (7)                               |
| 13    | Ірландія        | 319  | Д Мартін (296), Роч (19), Дейгнан (4)                                          |
| 14    | Данія           | 285  | Фульсанг (136), Серенсен (80), Бак (54), Расмуссен (13), Єргенсен (2)          |
| 15    | Казахстан       | 234  | Винокуров (230), Ренев (4)                                                     |
| 16    | Словенія        | 219  | Боле (91), Брайкович (71), Божич (57)                                          |
| 17    | Словаччина      | 214  | П. Саган (198), П. Веліц (16)                                                  |
| 18    | Колумбія        | 185  | Уран (179), Солер (6)                                                          |
| 19    | Португалія      | 165  | Кошта (101), Машаду (35), Кардосо (27), Паулінью (1), Олівейра (1)             |
| 20    | Чехія           | 146  | Кройцігер (145), Рабон (1)                                                     |

- Гонщики з 35 країн набрали очки.

## Зміна лідера
| Змагання (Переможець)                     | Особистий         | Командний          | Національний |
| ----------------------------------------- | ----------------- | ------------------ | ------------ |
| Тур Даун Андер (Камерон Меєр)             | Камерон Меєр      | LottoNL-Jumbo      | Австралія    |
| Париж — Ніцца (Тоні Мартін)               | Тоні Мартін       | Team HTC-High Road | Австралія    |
| Тіррено — Адріатіко (Кадел Еванс)         | Кадел Еванс       | Team HTC-High Road | Австралія    |
| Мілан — Сан-Ремо (Метью Госс)             | Метью Госс        | Team HTC-High Road | Австралія    |
| Вольта Каталунії (Альберто Контадор)      | Метью Госс        | Team HTC-High Road | Австралія    |
| Гент — Вевельгем (Том Бонен)              | Метью Госс        | Team HTC-High Road | Австралія    |
| Тур Фландрії (Нік Нуенс)                  | Метью Госс        | Team HTC-High Road | Австралія    |
| Тур Країни Басків (Андреас Кледен)        | Метью Госс        | Team RadioShack    | Австралія    |
| Париж — Рубе (Йохан Вансюммерен)          | Фаб'ян Канчеллара | Team RadioShack    | Італія       |
| Амстел Голд Рейс (Філіп Жильбер)          | Фаб'ян Канчеллара | Team RadioShack    | Belgium      |
| Flèche Wallonne (Філіп Жильбер)           | Філіп Жильбер     | Team RadioShack    | Belgium      |
| Льєж — Бастонь — Льєж (Філіп Жильбер)     | Філіп Жильбер     | Trek-Segafredo     | Belgium      |
| Тур Романдії (Кадел Еванс)                | Філіп Жильбер     | Team HTC-High Road | Belgium      |
| Джиро д'Італія (Альберто Контадор)        | Філіп Жильбер     | Team HTC-High Road | Іспанія      |
| Крітеріум ду Дофіне (Бредлі Віґґінз)      | Філіп Жильбер     | Team HTC-High Road | Іспанія      |
| Тур Швейцарії (Леві Лейфеймер)            | Філіп Жильбер     | Team HTC-High Road | Іспанія      |
| Тур де Франс (Кадел Еванс)                | Кадел Еванс       | Trek-Segafredo     | Іспанія      |
| Класика Сан-Себастьяна (Філіп Жильбер)    | Кадел Еванс       | Trek-Segafredo     | Іспанія      |
| Тур Польщі (Петер Саган)                  | Кадел Еванс       | Trek-Segafredo     | Іспанія      |
| Енеко Тур (Едвальд Боассон Хаген)         | Кадел Еванс       | Trek-Segafredo     | Іспанія      |
| Ваттенфаль Класик (Едвальд Боассон Хаген) | Кадел Еванс       | Trek-Segafredo     | Іспанія      |
| Гран-прі Уес Франс (Грега Боле)           | Кадел Еванс       | Trek-Segafredo     | Іспанія      |
| Гран-прі Квебека (Філіп Жильбер)          | Філіп Жильбер     | Trek-Segafredo     | Іспанія      |
| Вуельта Іспанії (Хуан Хосе Кобо)          | Філіп Жильбер     | Lotto Soudal       | Іспанія      |
| Гран-прі Монреаля (Руй Кошта)             | Філіп Жильбер     | Lotto Soudal       | Іспанія      |
| Тур Пекіна (Тоні Мартін)                  | Філіп Жильбер     | Lotto Soudal       | Іспанія      |
| Джиро ді Ломбардія (Олівер Цаугг)         | Філіп Жильбер     | Lotto Soudal       | Іспанія      |
| Removal of Contador's results             | Філіп Жильбер     | Lotto Soudal       | Italy        |